# North Henderson (Illinois)
North Henderson est un village du comté de Mercer dans l'Illinois, aux États-Unis,. Situé au centre du comté, il est incorporé le 5 août 1957.

## Démographie
Lors du recensement de 2010, le village comptait une population de 187 habitants. Elle est estimée, en 2016, à 178 habitants.

### Source de la traduction
- (en) Cet article est partiellement ou en totalité issu de l’article de Wikipédia en anglais intitulé « North Henderson, Illinois » (voir la liste des auteurs).